# Acrotona benicki
Acrotona benicki är en skalbaggsart som först beskrevs av Allen 1940.  Acrotona benicki ingår i släktet Acrotona, och familjen kortvingar. Arten är reproducerande i Sverige.